# Observatoire astronomique national de Llano del Hato
 (décembre 2024).
Si vous disposez d'ouvrages ou d'articles de référence ou si vous connaissez des sites web de qualité traitant du thème abordé ici, merci de compléter l'article en donnant les références utiles à sa vérifiabilité et en les liant à la section « Notes et références ».
L’Observatoire astronomique national de Llano del Hato (espagnol : Observatorio Nacional de Llano del Hato) est un observatoire astronomique fondé en 1970 au Venezuela. Il se trouve dans l'État de Mérida à 3 600 mètres d'altitude, tout près de la localité d'Apartaderos. Comprenant quatre télescopes ayant chacun sa propre coupole, c'est le principal observatoire astronomique du pays.
Le site héberge également un musée et un centre d'exposition où les visiteurs peuvent se renseigner sur le travail de l'observatoire et du CIDA (Centro de Investigaciones De Astronomia) en général.